# 春申君
春申君（？—前238年），本名黄歇，中国战国时代政治家，楚国黃邑人。楚考烈王时期官至楚国令尹，和平原君赵胜、孟尝君田文、信陵君魏无忌合称为“战国四公子”。

## 身世
陈直认为春申君是黄国的后裔，而司马迁、韩非子、金正炜、錢穆、杨宽均认为春申君为楚顷襄王之弟。錢穆舉出了韓非所說的楚莊王即楚頃襄王，並用申包胥的例子，舉証春申君一定是楚國公族，應該只是封於黃國之故土。

## 生平

### 受命赴秦
黄歇年轻的时候曾四处拜师游学，见识广博，以辩才出众深得楚顷襄王的赏识。
在楚顷襄王熊横还是太子的时候，曾在秦国作为政治人质。前302年，熊横在私斗中杀死秦国的一位看守大夫逃回楚国，秦国和楚国的关系开始恶化。前299年，秦国伐楚，攻下八个城池，楚怀王入秦国求和，被秦昭王强行扣留，最后于前296年死在秦国。前298年，楚顷襄王熊橫即位，秦昭王对其非常轻视，大举出兵准备灭掉楚国。秦昭王派遣白起攻打楚国，夺下巫郡（今四川东部）、黔中郡（今湖南、四川、贵州交界地区）两郡，并于前278年攻下楚国都城鄢郢（今湖北江陵），向东直打到竟陵（今湖北潜江），楚顷襄王被迫把都城向东迁往陈县（今河南淮阳）。
这时的楚顷襄王急于和秦国求和，于是于前272年派遣辯才出众的黄歇出使秦国。当时秦昭王派遣白起进攻韩国和魏国的联军，在华阳大败他们，擒获魏国将领芒卯，韩国和魏国只好向秦国臣服并听命于秦国。秦昭王已命令白起同韩国、魏国一起进攻楚国，正准备出发。这时，黄歇恰巧来到秦国，听到秦国这个计划。黄歇于是上书劝秦昭王说，秦国和楚国是最强大的两个国家，如果秦国欲攻打楚国，必然会导致两败俱伤，很容易使韩、赵、魏、齐等国家得渔翁之利。这还不如让秦国和楚国结盟，然后联合起来一起对付其它国家。秦昭王被黄歇成功说服，于是阻止了白起出征，派使臣给楚国送去厚礼，与楚国缔结盟约，互为友好国家。
黄歇接受盟约后回到楚国，楚顷襄王派黄歇和太子熊完做为人质去到秦国，秦昭王将他们扣留十年。前263年，楚顷襄王病重，秦国却不同意熊完回去楚国，黄歇知道秦国丞相范雎和熊完关系很好，于是试图说服范雎。黄歇指出楚顷襄王可能会一病不起，如果秦国能让熊完回去，熊完即位后必然会感激秦国，努力维护和秦国的关系；如果不放熊完回去，而是利用熊完要挟楚国，楚国必然会另立太子以对付秦国，秦和楚的关系就会破裂，而被秦国掌握的太子熊完也就变成了一个没有价值的人。范雎将黄歇的意思转达给秦昭王，秦昭王让熊完的师傅回去探问一下楚顷襄王的病情，回来后再作打算。
此时的黄歇为太子熊完深深担扰，他觉得如果楚顷襄王真的不幸去世，而熊完又不在楚国的话，把持楚国朝政的王室宗亲阳文君必定会把自己的儿子立为新太子，这样，熊完就不能继承王位了。于是，黄歇让熊完换了衣服扮成楚国使臣的车夫得以出关，而他自己却在住所留守，并以熊完生病为借口谢绝访客。等熊完走远了，秦国没办法再追到时，黄歇才向秦昭王说出实情，秦昭王大怒，想把黄歇賜死。范雎劝道，熊完即位后，必定会重用黄歇，不如放黄歇回楚，以表示秦国的亲善。秦昭王听从范雎的意见，因而将黄歇送回楚国。

### 辅国持权
黄歇回到楚国三个月，楚顷襄王去世，熊完即位，是為楚考烈王。楚考烈王元年（前262年），黄歇被楚考烈王任命为楚国令尹，封为春申君，赐给淮北十二县的封地。15年后，由于在公元前333年被楚威王打残以及在公元前306年被楚怀王灭掉的越国的残余势力不断骚扰早已是楚国版图的原吴越地，后方不稳，于是春申君借口与齐国相临的淮北经常发生战事，请求楚考烈王把自己的封地淮北十二县换到江东，楚考烈王答应了黄歇的要求。
前260年，赵孝成王在和秦国的长平之战中，中了秦国的反间计，用“纸上谈兵”的赵括取代老将廉颇，结果导致赵国的大败，40多万兵士被秦国坑杀。前258年，赵国把灵丘赐予给春申君作为封地，但不知是否和出兵救赵是否有关。前257年，秦国的军队包围了赵国的都城邯郸，赵国的形势非常危急，赵国的丞相平原君赵胜前去楚国请求救援，楚考烈王弃秦楚两国的盟约不顾，派遣春申君领兵救援赵国。与此同时，魏国也派出信陵君魏无忌救援赵国，在楚、魏、赵三国的联合下，一举击溃秦国，解除了邯郸之围。
前256年，楚考烈王派遣春申君向北征伐鲁国，次年春申君灭掉鲁国，任命荀况为兰陵（今山东苍山）县令。通过援赵灭鲁，春申君的在诸侯中的威望大增，也使楚国重新兴盛强大。
春申君黄歇在对外显示楚国惊人的中兴实力的同时，对内则致力于扫除残越势力对江东原吴越地的骚扰并开发江东，兴修水利，造福于民。同时，春申君也一扫自楚顷襄王以来楚国的奢靡之风，楚考烈王时代封君们在春申君的约束下，到底比不得楚顷襄王时代的州侯、夏侯、鄢陵君、寿陵君等等，也都不敢恣意妄为、骄奢淫欲，使得秦昭襄王都不得不对相国范雎忧叹道：“吾闻楚之铁剑利而倡优拙。夫铁剑利则士勇，倡优拙则思虑远。夫以远思虑而御勇士，吾恐楚之图秦也。”
但晚年时，春申君与齐国的孟尝君，赵国的平原君，魏国的信陵君竞相礼贤下士，招引门客，最高峰时黄歇有门客3000多人，其数量在“战国四公子”中居于首位。黄歇的门客多逞强好斗，奢侈浮华。有一次，赵国的平原君派门客拜访春申君，春申君把他们安排在上等的客馆住下。平原君的门客想向楚国夸耀赵国的富有，他们特意在头上插上玳瑁簪子，亮出装饰着珍珠宝玉的剑鞘，前去拜见春申君，而春申君的上等门客都穿着宝珠做的鞋子，让平原君的门客自惭形秽。
前256年，秦国灭掉西周国，同年，寄居在西周国的周赧王死去，作为天子之国的周朝不复存在。前249年，秦国秦庄襄王即位，任命吕不韦为丞相，又带兵灭掉东周国。前242年，各诸侯国担忧秦国吞并中原的势头不能遏制，故除親秦的齊國外，其餘五國于是互相订立盟约，联合起来讨伐秦国，并让楚考烈王担任合縱聯軍的首脑，让春申君当权主事，他任命庞煖为联军主帅，合縱联军曾一度攻到函谷关（今河南灵宝境内），秦国倾全国之兵出关应战，合縱联军战败而逃。楚考烈王怕秦國向楚國報復，遷都至壽陽，並將作战失利的罪责归于春申君，从此开始冷落他。

### 命丧棘门
春申君有一門客為趙國人李園，他把妹妹李環進獻給春申君為妾，後來李環懷有身孕。由於楚考烈王在位多年無子嗣，春申君怕楚考烈王死後楚國王位由其他王族繼承，會影響他的政治地位。李園建議春申君將其妹李環獻給無子的楚考烈王為妃，她懷著的孩子便有機會繼承王位。後來李環生下一子熊悍，被立為太子，李園晉為國舅，得與春申君同掌楚國朝政。前238年，楚考烈王病重，李園一來怕太子熊悍的身世敗露，二來又想取代黄歇的地位，于是暗中豢养了刺客准备刺殺春申君。春申君另一门客朱英得到了这个消息，提醒春申君注意李園的動向，但春申君認為李園沒有膽量及能力對付他，故没有理会朱英的警告。不久，楚考烈王去世，李园搶先进入王宫，在棘门埋伏下刺客。春申君前去王宫奔丧，在棘门被李園刺客伏擊，当即被斬殺，首級扔在棘门外。同时，李園派官兵前去春申君家中，族滅春申君全家。同年，熊悍继位，是为楚幽王，李園取代春申君被任命为楚国令尹，但不久也被發動兵變的王族負芻所殺。
春申君死后葬地眾说纷纭。一说他死后葬于安徽淮南市谢家集区李郢孜镇境内，今有“春申君陵园”。一说他葬于古黔中郡开元寺（今湖南常德一带）。陈桥驿主编的《中国都城辞典》稱“皇陵冢、即春申君黄歇墓，在江陵城东35公里处，泥港湖东岸”。另，江蘇蘇州人頗敬春申君，不少民眾奉之為城隍，為之立神主，定期祭祀。

## 評語
司馬遷：我前往楚地，看春申君过去的城池，那宮庭壮观大气啊！當時，春申君說服秦昭王，以及挺身而出把楚太子送回楚國，智慧是多麼高明啊！可是受制於李園，卻昏庸了。俗話說：“應當決斷時不決斷，反過來就要遭受禍患。”說的就是春申君失卻了朱英說要先殺李園的機會罷？
《索隱述贊》：黃歇辯智，權略秦、楚。太子獲歸，身作宰輔。珠炫趙客，邑開吳土。烈王寡胤，李園獻女。無妄成災，朱英徒語。
宋末元初年的大儒许衡在其《鲁斋遗书》中有言：战国四君子，其可称道者为一春申君尔，其余皆尸位素餐者也！
史学家黎东方教授的《细说秦汉》：单就黄浦江的疏浚与安顿荀况于兰陵这两件事而论，春申君对中国经济与中国文化的贡献，可说是非其他三位公子可比。其他三位都是抗秦的勇者，然而其成就是限于军事与政治，而且是有时間性的。春申君黄歇也是抗秦的勇者，其贡献却及于经济及文化，并且是“永久性”的。可叹的是，他最后死于非命，并且连累了全家。
楚史学家张正明认为，春申君晚年之所以会轻信李园而被其所害，是因为他在晚年因为早年的丰功伟绩而变得自信满满，太过于相信自己的判断。

## 影視作品

### 電視劇
| 影視作品                 | 飾演黄歇的演員 |
| 2015年电视剧《芈月传》   | 黄轩           |
| 2009年电影《春申君》     | 王诗槐         |
| 1990年電視劇《傲劍春秋》 | 丘國良         |

## 延伸阅读
[在维基数据编辑]
 《史記/卷078》，出自司馬遷《史記》
 在维基共享资源阅览影像